# Marcelino Bilbao
Marcelino Bilbao Bilbao (Alonsótegui, Baracaldo, Vizcaya, 16 de enero de 1920 - Châtellerault, 25 de enero de 2014) fue un teniente del batallón Isaac Puente de la Confederación Nacional del Trabajo (CNT) de Euskadi, oficial del Ejército Popular de la República y superviviente de los Campos de concentración nazis de Mauthausen y Ebensee.

## Biografía
Huérfano de nacimiento, dejó la escuela a los doce años. Trabajó temporalmente en la mina “La Primitiva” de Castrejana (Baracaldo). Poco después comenzó a trabajar en la fábrica de hilaturas de yute “Rica”.

### Guerra Civil
Durante la Segunda República española fue miembro de las Juventudes Socialistas Unificadas (JSU), pero al estallar la guerra civil española se unió al batallón Isaac Puente n.º 11 del Euzko Gudarostea, la n.º 3 de la Confederación Nacional del Trabajo (CNT) de Euzkadi.
En noviembre de 1936 participó en la ofensiva de Villarreal. En febrero y marzo de 1937 Marcelino Bilbao luchó con el batallón Isaac Puente en el asedio de Oviedo, integrado en la 1.º Brigada de las Brigadas Expedicionarias Vascas. Ante la ofensiva del general Mola participó en la retirada de los frentes guipuzcoanos, fue testigo directo del bombardeo de Guernica y luchó en la batalla de Sollube. Después de la caída del Cinturón de Hierro de Bilbao pasó a Santander y de allí a Asturias, participando en la  batalla del Mazuco. En esta batalla todo el batallón fue condecorado con la Medalla de la Libertad (máxima distinción de la II República Española) concedido por Belarmino Tomás, presidente del Consejo Soberano de Asturias y León, al comandante del batallón, Antonio Teresa de Miguel. 
A la caída del frente norte, consiguió embarcar en Avilés rumbo a Burdeos. Desde allí fue trasladado en tren hasta Cataluña. En diciembre de 1937 Marcelino Bilbao se encuadró y mandó la “63. Compañía de ametralladoras Maxim” de la Defensa Especial Contra Aeronaves (DECA) del Ejército Popular de la República (EPR).
Bajo su dirección la unidad luchó en la batalla de Teruel (febrero de 1938), donde conoció a Valentín González, “El Campesino”. Tras la fracasada ofensiva sobre Teruel, la compañía retrocedió hasta llegar a Lérida, donde coincidió con Valentín González (“El Campesino”) y Enrique Lister. Durante el verano de 1938 participó en la batalla del Ebro y fue condecorado con la Medalla al Valor. A finales de 1938 Marcelino Bilbao fue trasladado a la Batería n.º 528 Oerlikon de la Defensa Especial Contra Aeronaves (DECA) y el 9 de febrero pasó la frontera francesa por la Junquera.

### Reclusión en Francia
Una vez en Francia estuvo en los campos de concentración de Saint-Cyprien, Argelès-sur-Mer, y Gurs. En este último campo conoció a José María Aguirre Salaberría, su futuro cuñado y compañero de cautiverio en Mauthausen.
En octubre de 1939 fue trasladado mediante engaño desde el campo de Gurs al de Septfonds. En este campo Marcelino ingresó en una Compagnie de Travailleurs Étrangers, siendo adscrito a la “26.º CTE” y, después de una corta estancia en el campo, fue trasladado a la Línea Maginot. Hecho prisionero por los nazis en Epinal en junio de 1940, lo trasladaron al Stalag V D de Estrasburgo (número de identificación 3293).

### Deportación a Alemania

##### Mauthausen

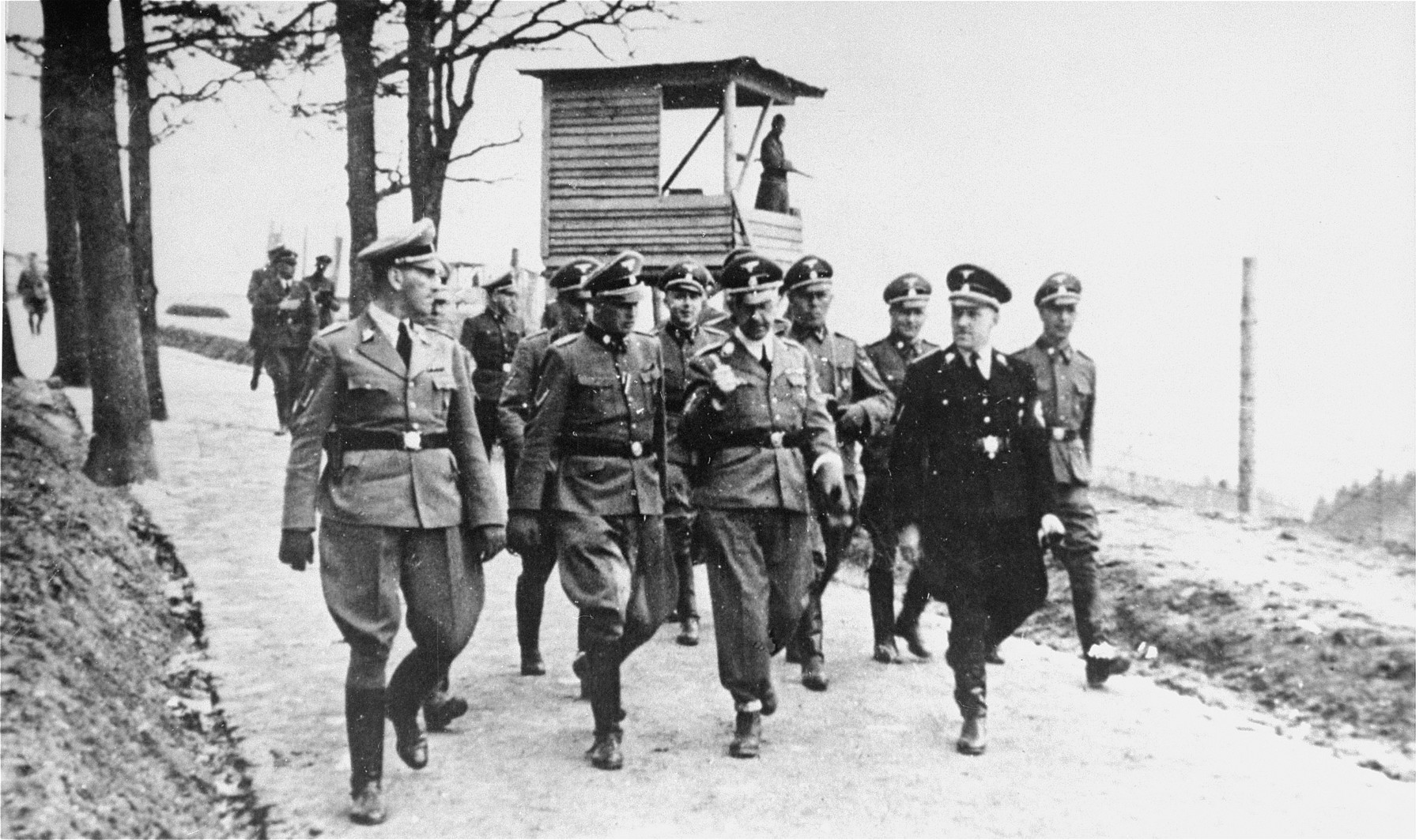
De izquierda a derecha Ernst Kaltenbrunner, Franz Ziereis, Heinrich Himmler y, de negro, August Eigruber en una visita realizada a la cantera de Mauthausen.

El 13 de diciembre de 1940 fue deportado al  campo de concentración de Mauthausen (Austria) con el número de identificación 4628. Allí trabajó durante dos años en la conocida cantera de Mauthausen, donde a punto estuvo de ser asesinado en numerosas ocasiones.
En Mauthausen fue testigo y víctima de numerosas atrocidades: participó como cobaya en un experimento que el doctor nazi Aribert Heim llevó a cabo con 30 prisioneros mediante elementos tóxicos y de los cuales solamente sobrevivieron 7. También recordaba los experimentos alimentarios llevados a cabo por el médico de las SS Ernst-Günther Schenck. O fue testigo de cómo los judíos se despeñaban desde el "salto de los paracaidistas" de la cantera para no seguir sufriendo las atrocidades a las que eran sometidos.
Fue testigo de las diversas visitas que los jerarcas nazis como Heinrich Himmler, Ernst Kaltenbrunner o August Eigruber realizaron a la cantera de Mauthausen, donde faenó a lo largo de tres interminables años. Debido al puesto que ocupaba en la pedrera de granito, conoció a Hans Spatzenegger, el SS-Hauptscharführer responsable de la misma y de los miles de asesinatos que se cometieron en ella.

#### Ebensee

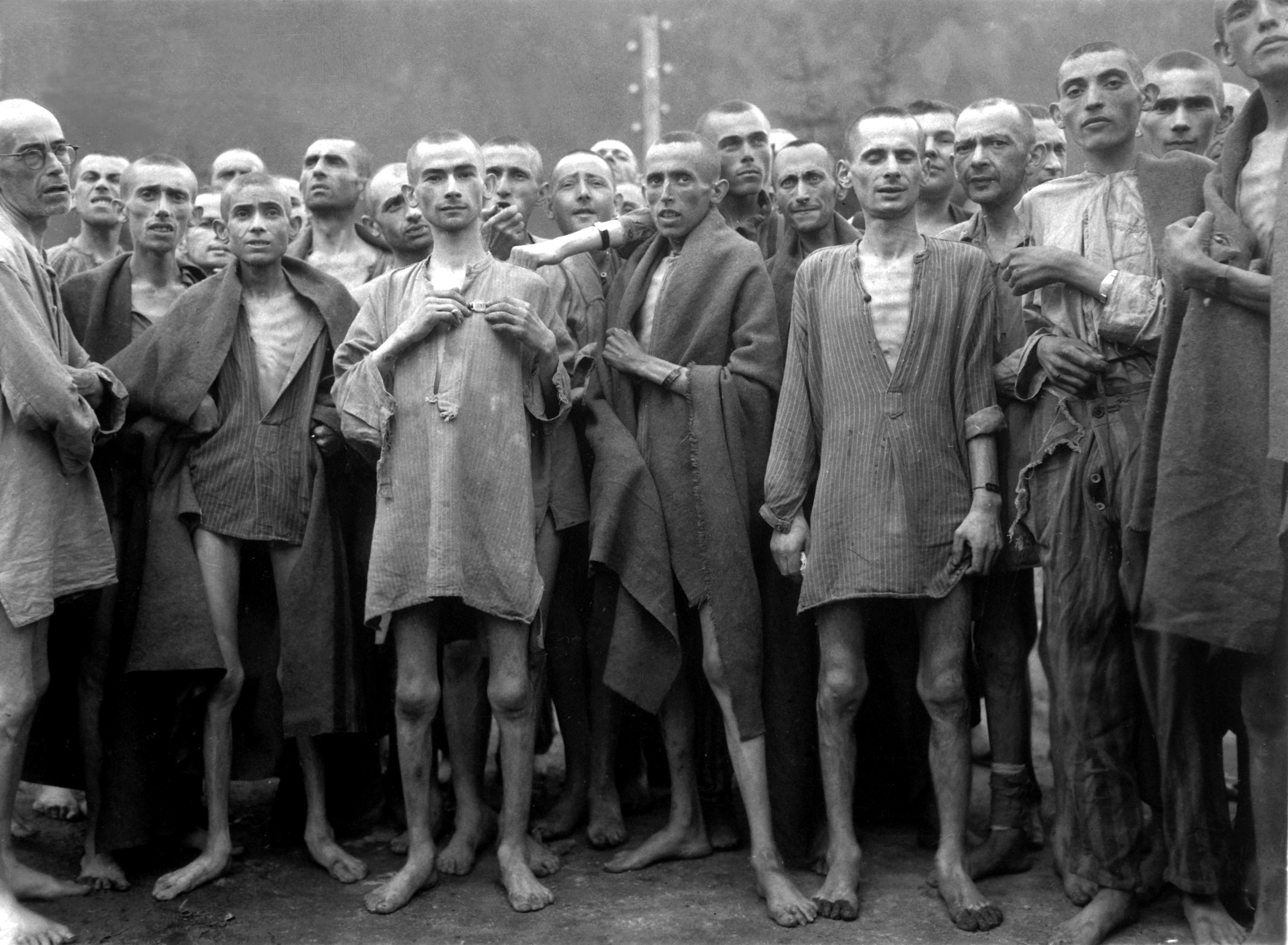
Prisioneros en el campo de concentración de Ebensee.

Finalmente el 10 de abril de 1944 abandonó definitivamente Mauthausen para trasladarse al campo de concentración de Ebensee, donde la cúpula del nazismo proyectaba construir un centro de producción para los recién inventados cohetes V2. Allí fue testigo, por un lado, de la construcción del campo y, por otro, de los crímenes cometidos por los sucesivos lagerführer: Anton Bentele, Otto Riemer y Anton Ganz. De todas maneras, gracias a la experiencia adquirida y a la organización clandestina del grupo de republicanos españoles, consiguió hacerse con un puesto en la cocina del campo.
Ante la retirada de los nazis de todos los frentes, participó en el aparato de resistencia del campo creado a fin de evitar la matanza de los prisioneros. El 5 de mayo de 1945 el campo de concentración de Ebensee fue liberado.

### Liberación y posterior trayectoria
Tras una última odisea por Austria, junto a otros compañeros consiguió llegar a pie hasta París, donde fue atendido por el Gobierno Francés. Tras una breve estancia en Hôtel Lutetia, el Gobierno francés le reconoció la ciudadanía francesa.
Poco después, sin saber a dónde ir, aterrizó en casa de su amigo José María Aguirre Salaberría, donde se instaló tras casarse con Mercedes, la hermana de su amigo. Vivió en Châtellerault (Francia) hasta su muerte en 2014.

## Homenaje
El 18 de junio de 2006 participó en la inauguración de la escultura conocida como 'La Huella' en Artxanda (Bilbao) y, posteriormente, recibió, junto a otros compañeros de las milícias confederales vascas, un homenaje oficial de la CNT.